# 塔罗讷河
塔罗讷河（法語：Tharonne，法語發音：[taʁɔn]）是法国中央-盧瓦爾河谷大區卢瓦-谢尔省的河流，是伯夫龍河的右支流，长20.9千米。